# Cocytius macasensis
Cocytius macasensis är en fjärilsart som beskrevs av Clark 1922. Cocytius macasensis ingår i släktet Cocytius och familjen svärmare. Inga underarter finns listade i Catalogue of Life.